# Песчанка (Пустошкинский район)
Песчанка — деревня в России, в Пустошкинском районе Псковской области. Входит в состав Забельской волости.
Деревня расположена у северо-восточного берега озера Ущо, в 27 км к юго-востоку от районного центра города Пустошка.
| 2002 | 2010 |
| ---- | ---- |
| 23   | ↘14  |

Численность населения деревни по оценке на начало 2001 года составляла 41 житель.